# Rockin Hard Festival
Het Rockin Hard Festival was van 2006 tot 2009 een jaarlijks terugkerend muziekfestival.
Het festival werd opgericht door popjournalist en -fotograaf Robin Looy, als reactie op het verdwijnen van festivals uit de stad en een gebrek aan podia. De eerste editie van het festival vond plaats in 2006 in Roosendaal. Hierna week het festival 2 jaar uit naar het Belgische Essen doordat er plaatsgebrek was in het Brabantse Roosendaal. In 2009 vond het festival opnieuw plaats in de binnenstad van Roosendaal.
Doelstelling van het festival was dat bekende en onbekende bands een podium konden delen en hierdoor meer bekendheid kregen bij het grotere publiek. Tevens werden diverse goede doelen gesteund. Naast muziek was er ook plaats voor foto-exposities, tentoonstellingen en meetings. Het Rockin Hard Festival groeide uit tot het grootste rockfestival van West-Brabant.

## Geschiedenis optredens
Rockin Hard Festival 2006Peter Pan Speedrock, Van Katoen, The Apers, El Guapo Stuntteam, Speedcocks, Fatboy&Slim, Fluff, Milk The Fish, Low-F, Drunktank.
Rockin Hard Festival 2007Intwine, Van Katoen, The Setup, The Gecko Brothers, Severance, Backstienkboys, The Jizzkids, Fluff, Jeremy's.
Rockin Hard Festival 2008Peter Pan Speedrock, The Spades, Bang Bang Bazooka, Big Shampoo and the Hairstylers, Damn your Idols, Def Americans, Overgrown, Rydell
Rockin Hard Festival 2009Black Box Revelation, Tech 9, Otis, Ghost Division, La Mer, The Suspenders, Flo, Def Americans, I.O.S, Jan Akkerman, Farstreet, Three Piano's, Lily's Date